# 오트빌가
오트빌가(프랑스어: Maison de Hauteville), 달타빌라가(이탈리아어: Casa d'Altavilla), 다우타빌라가(시칠리아어: Casa d'Autavilla)는 코탕탱 반도 출신의 노르만 남작 가문이며, 이탈리아 남부와 시칠리아를 거점으로 한 지중해 정복 활동을 통해서, 유럽, 아시아, 아프리카에서 유명해졌다. 그들은 또한 노르만인의 잉글랜드 정복에도 참여했었다.

## 기원

망슈 주의 오트빌라기스카르의 위치

오트빌가는 10세기 노르망디 오트빌라기샤르(Hauteville-la-Guichard)에 정착한 노르드인들에 기원을 하고 있다. 그들은 코탕탱 반도에 정착해 가문의 이름이 전래된 히알투스 빌라(Hialtus Villa, 오트빌) 라는 마을을 세운 노르드인들의 무리인 이탈트 가문의 후손이라고도 한다. 그럼에도, 현대 학자들은 오트빌라기샤르를 "오트빌"로 추정하고 있음에도, '높은 마을' 이란 뜻을 지닌 오트빌의 기원지를 식별하기는 어렵다.
우리들에게 잘 알려진 가문의 시작은 자신의 이름과 동일된 저택을 지은 탄크레데 드 오트빌이다. 그는 그가 사망할때까지 노르망디의 소 남작으로 남아있었지만, 두 명의 아내 뮈리엘(Muriel)과 프레센다(Fressenda) 사이에서 12명의 아들과 최소 두 명의 딸을 두었다. 그의 적은 재산은 그의 아들들이 원하는 토지와 영광을 만족시기키에는 너무나 어려웠고 그리하여 12명 중에 8명의 아들들은 부를 찾아 메초조르노가 있는 남쪽으로 향하였다.
고프레도 말라테라(Goffredo Malaterra)의 연대기에 따르면, 프레이(Frei), 아브릴(Avril) 또는 오브리(Aubrey) 출신 후손인 탄크레드의 둘째 부인 프레센다(Fressenda) 또는 프레이센(Freisen)에게서 태어난 넷째 아들은 노르망디에 남았다고 전해진다. 1086년에 둠스데이 북에서, 알베라두스(Alverardus) 또는 알루에리쿠스 오트빌(Aluericus Hautville)이 과거에 잉글랜드의 콤프턴마틴과 소머셋을 지녔었다고 언급된다. 그의 친척 랄프 드 오트빌(Ralf de Hauville)은 1086년 둠스데이 북에서 윌트셔의 버베이지와 울프홀의 영신이였다고 언급된다. 알베라두스는 소머셋 오트빌(Somerset Hauteville)과 랄프는 윌트셔/버크셔 오트빌(Wiltshire/Berkshire Hauville) 설립자로 추정되고 있다.

## 메초조르노
12명의 아들 중 가장 나이가 많았던 강철팔 기욤과 드로고가 1035년 경에 이탈리아 남부 어딘가에 맨 처음 도착한다. 그들은 그리스인들을 상대로 매우 유명해졌으며, 기욤은 풀리아와 칼라브리아 백작과 아스콜리의 군주 자리에 올랐고 드로고는 베노사의 군주가 되었다. 1047년, 드로고는 신성 로마 제국 황제 하인리히 3세에게서 기욤의 후계자로 승인받았고 황제의 직속 봉신이 되었다. 드로그의 뒤를 이은 다음 형제인 옹프루아 드 오트빌은 치비타테 전투에서 교황 레오 9세를 격퇴시키며, 오트빌 가문을 지역내 최대의 세력으로 만들었다. 그의 자리는 넷째 형제이자 탄크레데의 둘째 부인에게서 태어난 장남인 로베르 기스카르에게 물려졌다.
시칠리아 정복을 시작했던 로베르는 비잔티움과의 전쟁을 시작하면서, 70년대에 이르어 왕국을 내주었다. 용맹한 전사의 자세를 보여준 그의 동생 로제 드 오트빌과 함께, 두 형제는 지중해 일대로 악명을 퍼트렸다. 기욤 드 푸예의 "로베르 기스카르의 위업"에 따르면, 그의 혈통이 노르드인임에도 불구하고, 시칠리아를 침략할때까지, 기스카르는 해전을 벌이지 않았다.  이 정복 시기에 기스카르와 그의 수륙전 사령관은 겨우 13척의 배로 200명의 병력을 수송한 능력을 지닌 개척자이기도 하였는데, 이 장점은 노르만인의 잉글랜드 정복에도 영향을 미쳤을 것이다. 1059년, 그는 교황에 의해 공작으로 임명되었고 아직 미정복지였고 1071년에 그의 형제 로제와 함께 백작으로 임명되는 시칠리아를 정복하기로 마음먹었다. 기스카르의 후계자인 보에몽 1세와 로제 보르사는 재산을 두고 싸움을 벌였고 시칠리아의 로제 드 오트빌은 오트빌의 풀리아 방계 가문을 앞서가기 시작하였다. 로제는 시칠리아의 그리스인, 롬바르디아인, 노르만인, 사라센인을 한 명의 통치 하에 두었고 종교적 차이가 자신의 정복을 망쳐지지 않게 하였다.
로제는 그의 강력한 국가를 어린 아들들인 시몽과 로제에게 물려주었다. 로제는 1105년 시몽에게서 모든 유산을 상속하며, 오트빌 가문의 모든 영지를 하나로 통일시키기에 나섰고, 풀리아와 칼라브리아 백작(당시 보르사의 아들 기욤 2세), 타란토 후작(풀리아 박탈에 대한 보상으로 보에몽에게 주어짐)을 그의 시칠리아 왕국에 복속시켰다.

## 시칠리아 왕국
1127년에 기욤 2세가 사망으로, 공국과 백국의 연합과 왕좌에 대한 로제의 욕망에 영향이 미쳐졌다. 과거에서부터 왕들이 팔레르모를 통치했다고 믿던 로제는 대립 교황 아나클레토 3세를 지지하였고 1130년 12월 25일 시칠리아 왕에 등극하였다.
로제는 그의 대관식 후 아리아노 법령 제정 기간간 대부분을 바리 대공 그리모알드 알페라니테스, 카푸아 대공 로베르 2세, 알리페 백작랑뉠프 2세, 나폴리 공작 세르지우스 7세 등등의 대귀족들의 반랍을 진압하고 하나 이상의 적들을 물리치는데 보냈다. 1139년, 미냐노 조약에서 로제는 정당한 교황에게서 그의 왕권을 인정받았다. 그의 제독 조르주 단티오크를 통해, 로제는 아프리카의 마디아 정복을 진행하였고, "아프리카의 왕"이라는 비공식적인 칭호를 취했다.
로제의 아들이자 후계자인 기욤 1세 드 오트빌은 그가 진압한 남작들의 반란을 지지한 연대기 작가들의 인기 부족으로 사악한 왕이라는 별명을 얻었다. 그의 통치 기간이 평화롭게 막을 내렸지만(1166), 그의 아들 기욤 2세는 그렇지 못했다. 1172년까지 기욤이 섭정을 지내던 기간, 왕국은 혼란을 겪었고, 이는 군림 가문의 쇠락을 가져왔으나, 마침내 왕국이 안정화되고 기욤의 통치는 20년간 평화와 번영으로 기억되었다. 이로 인해 그는 선왕이라는 별명을 얻게 되었다. 1189년에 그가 후계자를 남기지 않고 사망하면서, 왕국은 혼란에 빠지고 말았다.
탄크레드 드 레체가 왕위에 올랐지만 그의 먼 사촌인 로제 당드리아의 반란과 로제 2세의 딸 콘스탄체를 대신해 침략해온 그녀의 남편 신성 로마 황제 하인리히 6세와 씨름하였다. 콘스탄체와 하인리히가 마침내 승리를 거두고 왕국을 1194년에 호엔슈타우펜 가문이 장악하였다. 하지만 콘스탄체를 통해서, 오트빌 가문의 혈통은 신성 로마 황제 프리드리히 2세에게로 전해졌다.

## 십자군
앞서 언급한 보에몽은 1088년에 풀리아 공작위 압류에 대한 대가로 타란토 대공 작위를 받았었다. 보에몽은 그의 새로운 대공 작위에 만족해하지 않고 그의 삼촌과 형제들이 아말피를 공략하는 동안, 그는 팔레스타인으로 향하는 십자군 대열에 합류하였다. 그의 군대에는 탕크레드라는 젊은 조카가 있었다.
보에몽은 십자군을 이끌 자연스러운 지도자였지만, 그는 속임수로 안티오크를 점령하고 그의 군대를 대기 시킨체 예루살렘으로 향하지 않았고, 대신에 새롭게 정복한 도시에 그를 위한 대공국을 세웠다. 탕크레드 역시도 킬리키아에 있는 헤라클레아 키비스트라에서 주요 십자군에서 이탈하였다. 유럽에 있는 그의 친척들처럼 강력한 나라를 형성하는 것은 보에몽에게는 불가능했었다. 그는 하란 전투에서 대패를 하고 사로잡혀 비잔티움에서 어쩔수 없이 데볼 조약을 체결하였다. 그의 아들 보에몽 2세가 십자군 국가를 계승하였다. 그는 그의 자리를 그녀의 딸 콩스탕스 당티오슈에게 물려주었고, 그녀는 1163년까지 대공국을 다스렸다.
탕크레드는 고드프루아 드 부용의 승인과 함께 갈릴리 인근 대공국을 세우는 행운을 얻었지만, 그는 1101년에 공국의 소유권을 포기하고 만다.